# Enzo Robutti
Enzo Robutti (Bologna, 24 ottobre 1933 – Viterbo, 13 febbraio 2022) è stato un attore italiano.

## Biografia
Tra i grandi pionieri e innovatori del cabaret in Italia (diplomatosi al Piccolo Teatro di Milano, fu tra i mattatori al Derby Club, con Enzo Jannacci, Cochi e Renato, Gianfranco Funari, Toni Santagata e Teo Teocoli), la sua comicità - eccessiva per mimica e padronanza nell'interpretazione di personaggi spesso surreali e iracondi - rappresentò un modello per tanti.
Tale caratteristica maschera trovò le proprie collocazioni più azzeccate nel cinema di genere italiano ma venne apprezzata anche all'estero, come dimostra la partecipazione a Il padrino - Parte III di Francis Ford Coppola.
Come doppiatore, Robutti prestò la voce a Ciccio Ingrassia in Amarcord di Federico Fellini e a Christopher Lloyd in Qualcuno volò sul nido del cuculo di Miloš Forman. 
Morì il 13 febbraio 2022 a 88 anni in una casa di riposo di Viterbo, ma la notizia fu diffusa dalla famiglia soltanto il 5 maggio.

## Filmografia

### Cinema
- I fuorilegge del matrimonio, regia di Valentino Orsini, Paolo e Vittorio Taviani (1963)
- Il profeta, regia di Dino Risi (1968)
- Sequestro di persona, regia di Gianfranco Mingozzi (1968)
- Fermate il mondo... voglio scendere!, regia di Giancarlo Cobelli (1970)
- Il merlo maschio, regia di Pasquale Festa Campanile (1971)
- Senza famiglia, nullatenenti cercano affetto, regia di Vittorio Gassman (1972)
- Il vero e il falso, regia di Eriprando Visconti (1972)
- Decameron n° 3 - Le più belle donne del Boccaccio, regia di Italo Alfaro, episodio Il marito geloso (1972)
- Beati i ricchi, regia di Salvatore Samperi (1972)
- Jus primae noctis, regia di Pasquale Festa Campanile (1972)
- Il generale dorme in piedi, regia di Francesco Massaro (1972)
- La torta in cielo, regia di Lino Del Fra (1973)
- Non ho tempo, regia di Ansano Giannarelli (1973)
- Rugantino, regia di Pasquale Festa Campanile (1973)
- La signora è stata violentata!, regia di Vittorio Sindoni (1973)
- L'ultimo uomo di Sara, regia di Maria Virginia Onorato (1974)
- La signora gioca bene a scopa?, regia di Giuliano Carnimeo (1974)
- Amore mio, non farmi male, regia di Vittorio Sindoni (1974)
- Il lumacone, regia di Paolo Cavara (1974)
- La mazurka del barone, della santa e del fico fiorone, regia di Pupi Avati (1975) – solo voce, non accreditato
- Conviene far bene l'amore, regia di Pasquale Festa Campanile (1975)
- Per le antiche scale, regia di Mauro Bolognini (1975)
- Son tornate a fiorire le rose, regia di Vittorio Sindoni (1975)
- Cuore di cane, regia di Alberto Lattuada (1976)
- Dimmi che fai tutto per me, regia di Pasquale Festa Campanile (1976)
- E tanta paura, regia di Paolo Cavara (1976)
- Sturmtruppen, regia di Salvatore Samperi (1976)
- Puttana galera!, regia di Gianfranco Piccioli (1976)
- Carioca tigre, regia di Giuliano Carnimeo (1976)
- Che notte quella notte!, regia di Ghigo De Chiara (1977)
- L'amico americano (Der amerikanische Freund), regia di Wim Wenders (1977) – non accreditato
- L'occhio dietro la parete, regia di Giuliano Petrelli (1977) – non accreditato
- Mogliamante, regia di Marco Vicario (1977)
- Il ritorno di Casanova, regia di Pasquale Festa Campanile (1978)
- L'anello matrimoniale, regia di Mauro Ivaldi (1979)
- Il ladrone, regia di Pasquale Festa Campanile (1980)
- Qua la mano, regia di Pasquale Festa Campanile (1980)
- Il cappotto di Astrakan, regia di Marco Vicario (1980)
- La locanda della maladolescenza, regia di Bruno Gaburro (1980)
- Zucchero, miele e peperoncino, regia di Sergio Martino (1980)
- Mia moglie torna a scuola, regia di Giuliano Carnimeo (1981)
- Bosco d'amore, regia di Alberto Bevilacqua (1981)
- Pierino contro tutti, regia di Marino Girolami (1981)
- I carabbimatti, regia di Giuliano Carnimeo (1981)
- Pierino la peste alla riscossa!, regia di Umberto Lenzi (1982)
- Il paramedico, regia di Sergio Nasca (1982)
- Pierino colpisce ancora, regia di Marino Girolami (1982)
- Scusa se è poco, regia di Marco Vicario (1982)
- Porca vacca, regia di Pasquale Festa Campanile (1982)
- Bingo Bongo, regia di Pasquale Festa Campanile (1982)
- Gian Burrasca, regia di Pier Francesco Pingitore (1982)
- Il petomane, regia di Pasquale Festa Campanile (1983)
- Uno scandalo perbene, regia di Pasquale Festa Campanile (1984)
- Mamma Ebe, regia di Carlo Lizzani (1985)
- 45º parallelo, regia di Attilio Concari (1986)
- I picari, regia di Mario Monicelli (1987)
- Fratello dello spazio, regia di Mario Gariazzo (1988) – non accreditato
- Il padrino - Parte III (The Godfather: Part III), regia di Francis Ford Coppola (1990)
- La cattedra, regia di Michele Sordillo (1991)
- Viola bacia tutti, regia di Giovanni Veronesi (1998)
- Cucciolo, regia di Neri Parenti (1998)
- Incontri proibiti, regia di Alberto Sordi (1998)
- De Sancta Quiete, regia di Nicola Vicidomini (2010)
- Dio c'è perché non esiste, regia di Nicola Vicidomini – cortometraggio (2015)

### Televisione
- Notturno a New York – film TV (1963)
- I ragazzi di padre Tobia – serie TV, 1 episodio (1969)
- Ligabue, regia di Salvatore Nocita – miniserie TV, 3 episodi (1977)
- Grand hôtel des palmes – film TV (1978)
- La commediante veneziana, regia di Salvatore Nocita – miniserie TV, 1 episodio (1979)
- Sarto per signora – film TV (1979)
- Irma la dolce – film TV (1980)
- Sam & Sally (Sam et Sally) – serie TV, 1 episodio (1980)
- Fregoli, regia di Paolo Cavara – miniserie TV, 4 episodi (1981) - 3 dei quali solo accreditato
- Marco Polo, regia di Giuliano Montaldo – miniserie TV, 1 episodio (1982)
- Dancing Paradise, regia di Pupi Avati – miniserie TV, 3 episodi (1982)
- Le mystérieux docteur Cornélius – miniserie TV (1984)
- Nel gorgo del peccato, regia di Andrea e Antonio Frazzi – miniserie TV, 2 episodi (1987)
- La donna del treno, regia di Carlo Lizzani – miniserie TV (1999)
- Il papa buono, regia di Ricky Tognazzi – miniserie TV (2003)

## Prosa televisiva
- Il revisore, commedia di Nikolaj Gogol', regia di Ivo Chiesa, trasmessa il 6 maggio 1960.

## Doppiaggio
Fra gli altri, Robutti ha doppiato:
- Ciccio Ingrassia in Amarcord
- Christopher Lloyd in Qualcuno volò sul nido del cuculo
- Dominique Chevalier in La voce della Luna